# 매커스
매커스(영어: Makus Inc.)는 대한민국의 비메모리 반도체 기업이다. 본사는 서울특별시 강남구 봉은사로 44길 73에 위치해 있으며 대표이사는 신동철이다. AMD, 르네사스, 메이콤 등 비메모리 반도체 전문사의 제품을 한국에 도입해 고객사의 요구에 맞는 반도체 솔루션을 제공하고, 필요 시 회로 설계 기술을 지원하는 기술 유통을 영위한다

## 역사
2006년 12월 골드퍼시픽에서 인적 분할되어 설립되었다

## 같이 보기
- 유니트론텍
- 유니퀘스트
- 에프에스티
- 코아시아
- 자일링스

## 참고 문헌
1. ↑  신한투자증권 기업분석보고서-매커스, 2022 년 11월 11일
2. ↑  정유현, 매커스 대주주, 우호지분 '지렛대' 삼아 지배력 강화, 더벨, 2023-04-04
3. ↑  삼성에 공급 확대… 비메모리 반도체 전문 기업 매커스 성장세, 조선비즈, 2023년 5월 16일
4. ↑  연선옥, 삼성에 공급 확대… 비메모리 반도체 전문 기업 매커스 성장세, 조선비즈, 2023년 5월 16일
5. ↑  매커스, 삼성전자-네이버 AI 솔루션 개발 검증 자일링스 ‘FPGA’ 사용...상장사 유일 총판 부각, 이투데이, 2023년 12월 20일
6. ↑  김경민, 한국IR협의회 기업리서치센터 기술분석보고서-매커스, 2022-10-26